# Mergners

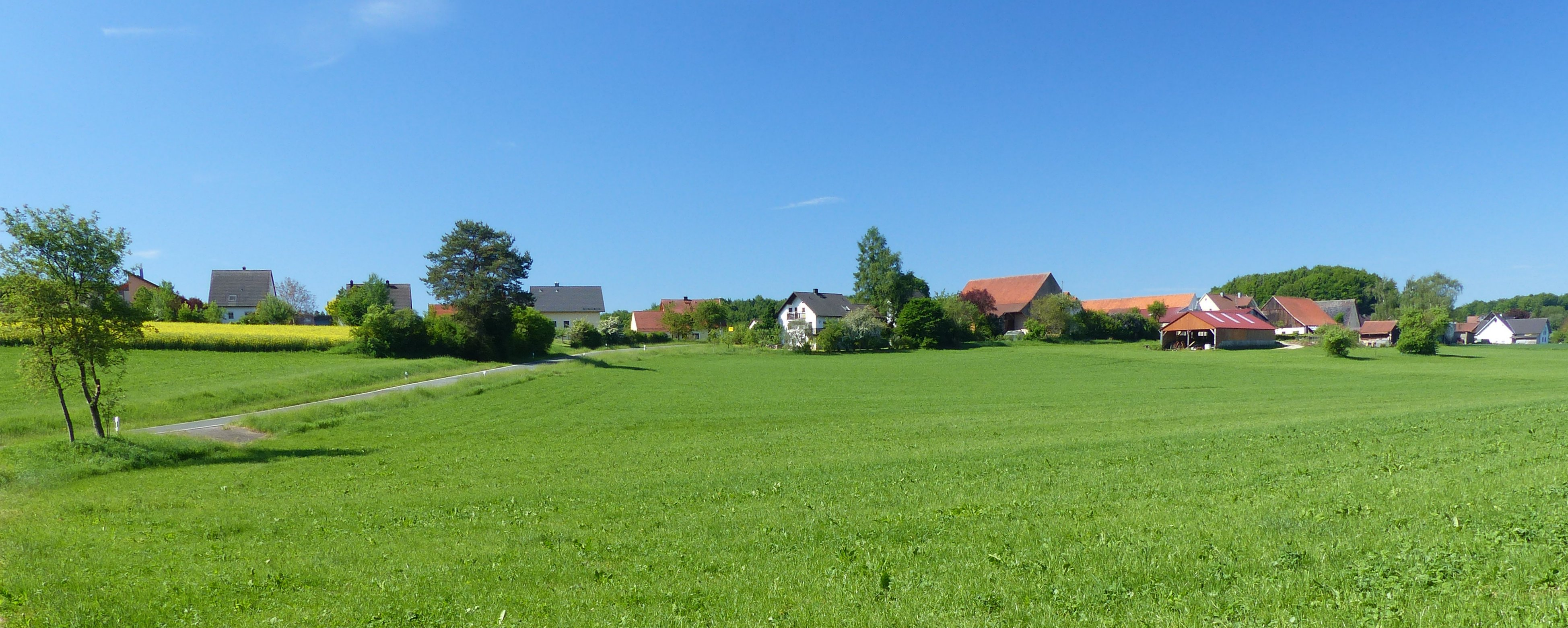
Mergners von Süden her gesehen

Mergners ist ein Gemeindeteil der Stadt Betzenstein im Landkreis Bayreuth (Oberfranken, Bayern). Mergners liegt in der Gemarkung Ottenberg.

## Geografie
Das im Norden der Pegnitz-Kuppenalb gelegene Dorf befindet sich etwa eineinhalb Kilometer ostnordöstlich des Ortszentrums von Betzenstein und liegt auf einer Höhe von 479 m ü. NHN.

## Geschichte
1196 wurde ein „Deginhardus de Eringers“ erwähnt. Dies ist zugleich die erste schriftliche Erwähnung des Ortes. 1323/27 lautete die Schreibweise „Merengers“. Der Ortsname bedeutet Zum (Hof des) Eringer. Eringer ist eine Variante des Personennamens Arngēr.
Durch die im Königreich Bayern durchgeführten Verwaltungsreformen wurde die Ortschaft 1818 zum Bestandteil der Ruralgemeinde Ottenberg. Im Zuge der Gebietsreform in Bayern wurde Mergners zusammen mit der gesamten Gemeinde Ottenberg am 1. Januar 1972 in die Stadt Betzenstein eingegliedert.

## Verkehr
Die Anbindung an das öffentliche Straßenverkehrsnetz erfolgt hauptsächlich durch die Kreisstraße BT 31, die den Ort von Betzenstein im Westen her kommend durchläuft und in ostwärtige Richtung in den Veldensteiner Forst hineinführt. Nach vier Kilometern mündet sie dort einen knappen Kilometer südlich des Hufeisen-Waldhauses in die Kreisstraße BT 28 ein. Eine Zufahrt auf die Bundesautobahn 9 ist bei der etwa dreieinhalb Kilometer südöstlich der Ortschaft gelegenen Anschlussstelle Plech möglich.